# Arnaldo Harzarich
Arnaldo Harzarich (Pola, 3 maggio 1903 – Merano, 22 aprile 1973) è stato un militare italiano Maresciallo di Terza Classe del 41º Corpo dei Vigili del Fuoco di Pola. È passato alla storia perché il suo nome fu legato al dramma delle foibe.

## Biografia
Nato a Pola il 3 maggio 1903 da padre di Treviso e madre di Veglia, ottenne la Medaglia d'oro al Valor Civile per essersi distinto in particolari atti di coraggio e perizia nell'espletamento delle sue funzioni.
Il 16 ottobre 1943 ricevette dal Comandante Ing. Gaetano Vagnati il compito di perlustrare alcune foibe e recuperare le vittime che vi erano state gettate.
Con la sua squadra questi procedette al recupero delle salme e produsse una documentazione che nel giugno del 1945, alla fine della seconda guerra mondiale, presentò alle autorità alleate, descrivendo foiba per foiba l'attività svolta e i riconoscimenti fatti. In totale recuperò i corpi di 204 infoibati più quelli di altre persone eliminate probabilmente in modo diverso. In totale 250 morti. Circa la sua attività raccontò:
(Dal racconto di Arnaldo Harzarich)
Tra il 10 e 11 dicembre 1943 recuperò presso Antignana, nella foiba di Villa Surani, la salma di Norma Cossetto, occultata insieme ad un'altra ventina di corpi.
Morì esule a Merano nel 1973.